# Comité de bienfaisance slave

L'initiative de coudre Drapeau de Samara appartient au membre du comité Piotr Alabin.

Le comité de bienfaisance slave est l'ONG de l'intelligentsia slavophile russe, qui a émergé immédiatement après la guerre de Crimée. Plusieurs raisons expliquent l'émergence de l'organisation : la première est géopolitique (à la suite de la guerre de Crimée, avec le retrait de l'Empire russe du piédestal du premier violon du Congrès de Vienne) ; la deuxième est la quête des racines historiques de Sainte Rus', en réponse au normannisme ; la troisième est la contre-attaque à l'occidentalisme. 

## Histoire
Le comité est créé au tout début de 1858, à Moscou, c'est pourquoi il est aussi appelé Comité slave de Moscou. Cela explique aussi pourquoi c'est la ville de Moscou qui a été choisie comme siège du comité, et non la capitale impériale, Saint-Pétersbourg. Son statut est approuvé le 7 février 1858 par Alexandre II, empereur de Russie. 
Parmi les fondateurs, on trouve notamment l'archéologue Alexeï Ouvarov, le philosophe Iouri Samarine, l'écrivain Mikhaïl Katkov, l'historien Fiodor Bouslaïev, le philosophe Alexeï Khomiakov, l'écrivain Sergueï Aksakov, l'historien Sergueï Soloviov et le fils de l'historien Nikolaï Karamzine. On peut dire que le comité reflétait l'état d'esprit du public Russe du milieu du XIXe siècle.
Jusqu'au début de la crise orientale, le président du comité est Mikhaïl Pogodine et le secrétaire du comité Nil Popov. Le comité est dissous le 21 juillet 1878, après une vive protestation du président du comité, Ivan Aksakov (le successeur de Mikhaïl Pogodine). Celui-ci s'indigne contre la prise de position du ministre russe des Affaires étrangères Alexandre Gortchakov au Congrès de Berlin au détriment de la libération de la Bulgarie et du traité de San Stefano.
Des branches du comité sont également formées à Saint-Pétersbourg, Kiev et Odessa. Le Comité de Saint-Pétersbourg continue d'exister jusqu'en 1923, c'est-à-dire jusqu'à l'avènement de l'URSS, ne traitant entièrement que de l'édition pédagogique. Parmi les grands soutiens du comité figurent les écrivains russes Ivan Tourgueniev, avec son roman « À la veille », et Fiodor Dostoïevski, avec son roman « Les Frères Karamazov ». Par l'activité du comité, la célébration du jour de Cyrille et Méthode en Russie est introduite en 1863, et en 1865, la « Collection Cyril et Méthode » est publiée par le comité.